# 더 하이브
더 하이브(영어: The Hive) 또는 하이브(영어: Hive)는 마인크래프트 미니게임 서버다. 더 하이브는 마인크래프트의 개발사인 모장 스튜디오와 공식적으로 파트너 관계를 맺은 6개의 마인크래프트 서버 중 하나이다. 또한 베드락 에디션에선 한국 표준시 기준 2020년 11월 22일, 약 50000명의 달하는 동시접속자를 보유하여 제휴를 맺은 6개의 서버(The Hive, Mineplex, CubeCraft, Minevile, Lifeboat, Galaxite) 중 가장 높은 동시접속자를 기록하고 있다. 자바 에디션의 서버도 존재한다. 하지만 자바에디션은 지원 종료를 하였다. 그 이유는 줄어드는 플레이어들 때문이라고 한다.

## 역사
- 2017년 11월 18일 - 더 하이브가 모장의 새 파트너 서버로 발표됐다.[2] 파트너 서버는 마인크래프트 서버 피드에 노출되는 공식 서버를 말한다.
- 2018년 10월 16일 - 더 하이브가 서버로 정식 출범하였므며, 데스런, 트레져 워즈, 숨바꼭질이 모드로 출시했다.[1]
- 2020년 11월 22일 - 약 50000명의 동시접속자를 보유하여 파트너 서버들중 가장 많은 동시접속자를 기록하였다.[3]

- 2021년 - 자바에디션에서 지원 종료되었다.

## 기술

### 구동기
더 하이브는 포켓마인, 누킷, 미넷같은 공개적으로 사용 가능한 구동기를 사용하지 않고 독자적으로 제작된 소프트웨어에 의해 서버가 실행된다.

### 플랫폼 기반 매치메이킹 시스템
더 하이브는 플랫폼 기반 매치메이킹(PBMM) 시스템을 사용한다. 스카이워즈와 트레져 워즈에서 활성화되며, 접촉 기기인 안드로이드 아마존, iOS, 닌텐도 스위치와 비접촉 기기인 PC, Win10, Xbox(장치), 플레이스테이션 4가 나눠져서 매치되고 해당하는 모드를 400명 미만의 플레이어가 있다면 비활성화된다. 이 수치는 10분마다 재측정된다. 접촉 기기에서 마우스나 키보드를 사용하는 플레이어는 현재 접촉 기기의 대기열에 들어가며 해결책을 찾고 있다.